# Richard Ortiz
Richard Ortiz Bustos (ur. 22 maja 1990 w Villa Ygatimí) – paragwajski piłkarz pochodzenia hiszpańskiego występujący na pozycji defensywnego pomocnika, obecnie zawodnik Olimpii.

## Kariera klubowa
Ortiz pochodzi z niewielkiej miejscowości Villa Ygatimí, gdzie w dzieciństwie pomagał ojcu w pracy na roli, wychowując się w skromnej rodzinie. Treningi piłkarskie rozpoczynał w tamtejszym amatorskim zespole 8 de Diciembre, skąd jako osiemnastolatek przeniósł się do drugoligowego klubu Sportivo Iteño z siedzibą w Itá. Tam spędził rok bez większych sukcesów, po czym zasilił krajowego giganta – Club Olimpia ze stołecznego Asunción. Po kilku miesiącach w rezerwach został włączony do pierwszej drużyny przez szkoleniowca Carlosa Kiese i w paragwajskiej Primera División zadebiutował 23 sierpnia 2009 w wygranym 5:1 spotkaniu ze Sportivo Luqueño. Szybko został kluczowym zawodnikiem drużyny i premierowego gola w pierwszej lidze strzelił 18 lipca 2010 w wygranej 3:0 konfrontacji ze Sportem Colombia. W wiosennym sezonie Apertura 2011 zdobył z Olimpią wicemistrzostwo kraju, zaś pół roku później – w jesiennym sezonie Clausura 2011 – wywalczył z ekipą Gerardo Pelusso tytuł mistrza Paragwaju. Bezpośrednio po tym zerwał jednak więzadła krzyżowe, wobec czego musiał pauzować przez pół roku. W sezonie Apertura 2012 ponownie zanotował tytuł wicemistrzowski.
Latem 2013 Ortiz za sumę 2,5 miliona dolarów przeszedł do meksykańskiego zespołu Deportivo Toluca, prowadzonego przez José Cardozo – swojego byłego trenera z Olimpii. W tamtejszej Liga MX zadebiutował 21 lipca 2013 w przegranym 0:1 meczu z Pachucą, zaś pierwszą bramkę zdobył pięć dni później w wygranym 4:3 pojedynku z Morelią. Mimo obiecującego początku, we wrześniu 2013 ponownie doznał kontuzji więzadeł krzyżowych i łąkotki w prawym kolanie, co wiązało się z sześciomiesięczną przerwą w grze. Bez jego udziału, w 2014 roku, zawodnicy Toluki dotarli do finału najbardziej prestiżowych rozgrywek północnoamerykańskiego kontynentu – Ligi Mistrzów CONCACAF. Po rekonwalescencji znów został podstawowym graczem swojej ekipy, lecz nie odniósł z nią poważniejszych sukcesów, a po roku został wystawiony na listę transferową.
W lipcu 2015 ogłoszono, iż Ortiz zostanie wypożyczony do beniaminka ligi – drużyny Dorados de Sinaloa, jednak wobec braku porozumienia w sprawie kontraktu ostatecznie udał się na wypożyczenie do ojczyzny, zasilając stołeczny Club Libertad. Tam w roli kluczowego zawodnika środka pola spędził sześć miesięcy bez większych osiągnięć, zaś po powrocie do Toluki ponownie udało mu się przebić do wyjściowego składu. W marcu 2016 po raz trzeci w karierze zerwał więzadła (tym razem w lewym kolanie), przez co był niezdolny do gry przez kolejne pół roku. W lipcu tego samego roku, trapiony licznymi kontuzjami, zdecydował się na powrót do ojczystego Club Olimpia.
| Sezon     | Klub             | Kraj     | Rozgrywki        | Mecze | Bramki |
| --------- | ---------------- | -------- | ---------------- | ----- | ------ |
| 2009      | Club Olimpia     | Paragwaj | Primera División | 15    | 0      |
| 2010      | Club Olimpia     | Paragwaj | Primera División | 41    | 2      |
| 2011      | Club Olimpia     | Paragwaj | Primera División | 24    | 4      |
| 2012      | Club Olimpia     | Paragwaj | Primera División | 25    | 3      |
| 2013      | Club Olimpia     | Paragwaj | Primera División | 13    | 2      |
| 2013/2014 | Deportivo Toluca | Meksyk   | Liga MX          | 8     | 2      |
| 2014/2015 | Deportivo Toluca | Meksyk   | Liga MX          | 36    | 2      |
| 2015      | Club Libertad    | Paragwaj | Primera División | 17    | 4      |
| 2015/2016 | Deportivo Toluca | Meksyk   | Liga MX          | 9     | 1      |
| 2016      | Club Olimpia     | Paragwaj | Primera División |       |        |

## Kariera reprezentacyjna
W seniorskiej reprezentacji Paragwaju Ortiz zadebiutował za kadencji selekcjonera Francisco Arce, 12 października 2011 w zremisowanym 1:1 meczu z Urugwajem, w ramach eliminacji do Mistrzostw Świata 2014. W doliczonym czasie tego meczu strzelił także premierowego gola w kadrze narodowej. Już do końca kwalifikacji pozostawał podstawowym pomocnikiem kadry – ogółem wystąpił w dziewięciu z szesnastu możliwych spotkań i wpisał się jeszcze na listę strzelców w konfrontacji z Boliwią (4:0), lecz Paragwajczycy nie zdołali wówczas awansować na mundial. W 2015 roku został powołany przez Ramóna Díaza na rozgrywany w Chile turniej Copa América, gdzie był jednym z ważniejszych graczy swojej drużyny, rozgrywając cztery z sześciu meczów (z czego dwa w wyjściowym składzie). Jego reprezentacja odpadła wówczas z imprezy w półfinale, gdzie dotkliwie uległa Argentynie (1:6) i zajęła ostatecznie czwarte miejsce w rozgrywkach.